# Cape Flattery
Cape Flattery ist ein am Pazifischen Ozean gelegenes Kap. Es markiert den nordwestlichsten Punkt des geografisch zusammenhängenden Staatenverbandes der Vereinigten Staaten von Amerika (Contiguous United States, d. h. ohne Alaska und Hawaii). Das Kap ist nicht der westlichste Punkt der Contiguous United States, sondern dieser befindet sich am Cape Alava. Auch das Cape Blanco in Oregon liegt auf einer etwas größeren westlichen Länge.
Das Kap befindet sich auf der Halbinsel Olympic Peninsula im Landkreis Clallam County im Bundesstaat Washington. Hier endet die Juan-de-Fuca-Straße. Angrenzend liegen die Buchten Makah Bay und Neah Bay.
Der Leuchtturm Cape Flattery Lighthouse befindet sich auf der Insel Tatoosh Island. Die nächstgelegene Ortschaft ist Neah Bay.
Südwestlich des Kaps kam es am 4. November 1875 mit dem Untergang des Raddampfers Pacific mit über 270 Todesopfern zu einem der größten Schiffsunglücke an der nordamerikanischen Pazifikküste.